# Гликштейн, Шломо
Шломо Гли́кштейн (ивр. שלמה גליקשטין‎; англ. Shlomo Glickstein; род. 6 января 1958 в Ашкелоне) — бывший израильский профессиональный теннисист; девятикратный чемпион Израиля по теннису; финалист Открытого чемпионата Франции (1985, с Хансом Симонссоном).

## Спортивная карьера
До середины 70-х годов теннис в Израиле не относился к числу популярных видов спорта, и Шломо Гликштейн стал первым израильским теннисистом, добившимся успеха на международном уровне. Он начал заниматься теннисом только в 10 лет, и только в 16 лет оставил футбол и баскетбол, чтобы сосредоточиться на теннисе. В этот период он уже входил в десятку сильнейших юниоров мира, и уже с восемнадцатилетнего возраста защищал цвета сборной Израиля в Кубке Дэвиса. С 18 до 21 года Гликштейн служил в АОИ и не выезжал за границу, участвуя только в соревнованиях внутри Израиля. В 19 лет он впервые стал чемпионом Израиля и после этого завоёвывал это звание ещё восемь раз подряд.
Наконец, в 1979 году Гликштейн, после окончания военной службы, перешёл в разряд профессионалов. Уже в начале следующего года он выиграл профессиональный турнир серии Гран-При, Открытый чемпионат Тасмании в Хобарте. В этом же году он, проиграв во втором круге Уимблдона Бьорну Боргу, выиграл утешительный турнир Wimbledon Plate. Осенью того же года Гликштейн ещё дважды выходил в финал турниров Гран-При, но не смог одержать в них победу; на пути к финалу турнира в Тель-Авиве он обыграл Илие Настасе, в тот момент уже сдававшего свои позиции лидера мирового тенниса.
1981 год стал для Гликштейна столь же удачным; он выиграл свой второй турнир в одиночном разряде, теперь в Нью-Йорке, и трижды играл в финале в парном разряде. В этом же году он стал первым израильтянином, выигравшим теннисный турнир Маккабианских игр. На пике карьеры, в 1982 году, Гликштейн достиг 22 места в рейтинге АТР. В 1983 году он преподнёс главную сенсацию в своей карьере, победив в первом круге турнира в Монте-Карло первую ракетку мира Ивана Лендла.
После этого Гликштейн ещё один раз играл в финале турнира Гран-При в одиночном разряде и три раза в парах. Последним крупным успехом для него стал выход в финал Открытого чемпионата Франции в парном разряде в 1985 году, где его партнёром был швед Ханс Симонссон; таким образом, он стал первым израильтянином в финале турнира Большого шлема, и прошло почти 20 лет до того, как этот успех повторил Энди Рам.
В 1986 году сборная Израиля, благодаря усилиям Гликштейна и Амоса Мансдорфа, выиграла в финале Европейской группы у Швейцарии и после двух неудачных попыток в предшествующие годы впервые вышла в Мировую группу. На следующий год сборная добилась ещё бо́льшего успеха, победив в Мировой группе сборную ЧССР и выйдя в четвертьфинал Кубка Дэвиса, где проиграла индийцам; этот успех сборной Израиля удалось превзойти только через 22 года. Всего за 12 лет Гликштейн сыграл за сборную 66 матчей и одержал в них 44 победы (рекордный для Израиля показатель).
В последние годы карьеры Шломо Гликштейн прибавил к своим титулам также три победы в турнирах класса «челленджер», проводившихся в Израиле: два в одиночном и один в парном разряде.
Последним годом в большом теннисе для Гликштейна стал 1988 год; в этом году он играл только в парах и выиграл «челленджер» в Иерусалиме в паре с Мансдорфом. В этом же году он возглавил Израильский теннисный центр в Рамат ха-Шароне. До 1999 года он возглавлял сборную Израиля в Кубке Дэвиса.

## Участие в финалах профессиональных теннисных турниров
| Легенда          |
| Большой шлем (1) |
| Гран-При (11)    |

### Одиночный разряд

#### Победы
| Год         | Турнир                        | Покрытие | Соперник в финале | Счёт в финале |
| ----------- | ----------------------------- | -------- | ----------------- | ------------- |
| 31 дек 1979 | Хобарт, Австралия             | Хард     | Роберт Ван'т Хоф  | 7–6, 6–4      |
| 28 июл 1981 | Саут Орейндж, Нью-Джерси, США | Грунт    | Дик Стоктон       | 6–3, 5–7, 6–4 |

#### Поражения
| Год         | Турнир                                 | Покрытие | Соперник в финале | Счёт в финале |
| ----------- | -------------------------------------- | -------- | ----------------- | ------------- |
| 8 сен 1980  | Борнмут, Великобритания                | Грунт    | Анхель Хименес    | 6–3, 3–6, 3–6 |
| 6 окт 1980  | Открытый чемпионат Тель-Авива, Израиль | Хард     | Гарольд Соломон   | 2–6, 3–6      |
| 25 окт 1982 | Кёльн, ФРГ                             | Хард (I) | Кевин Каррен      | 6–2, 2–6, 3–6 |

### Мужской парный разряд

#### Поражения
| Год         | Турнир                               | Покрытие | Партнёр        | Соперники в финале            | Счёт в финале      |
| ----------- | ------------------------------------ | -------- | -------------- | ----------------------------- | ------------------ |
| 16 апр 1981 | Йоханнесбург, ЮАР                    | Хард     | Дэвид Шнайдер  | Бернард Миттон Реймонд Мур    | 5–7, 6–3, 1–6      |
| 18 мая 1981 | BMW Open, Мюнхен, ФРГ                | Грунт    | Эрик Фромм     | Дэвид Картер Пол Кронк        | 3–6, 4–6           |
| 28 июл 1981 | Саут Орейндж, Нью-Джерси, США        | Грунт    | Дэвид Шнайдер  | Фриц Бюнинг Эндрю Петтисон    | 1–6, 4–6           |
| 22 ноя 1982 | Открытый чемпионат ЮАР, Йоханнесбург | Хард     | Эндрю Петтисон | Брайан Готтфрид Фрю Макмиллан | 2–6, 2–6           |
| 24 янв 1983 | Гуаружа, Бразилия                    | Хард     | Ван Винитски   | Тим Гуликсон Томаш Шмид       | 7–5, 6–7, 3–6      |
| 1 апр 1985  | Monte-Carlo Open, Монако             | Грунт    | Шахар Перкисс  | Павел Сложил Томаш Шмид       | 2–6, 3–6           |
| 27 мая 1985 | Открытый чемпионат Франции, Париж    | Грунт    | Ханс Симонссон | Ким Уорик Марк Эдмондсон      | 3–6, 4–6, 7–6, 3–6 |